# Tritocosmia atricilla
Tritocosmia atricilla là một loài bọ cánh cứng trong họ Cerambycidae.